# Dany Sabourin
Pour les articles homonymes, voir Sabourin.
Dany Sabourin (né le 2 septembre 1980 à Val-d'Or au Québec, province du Canada) est un gardien de but professionnel de hockey sur glace. Il participe à des camps d'entraînement pour jeunes gardiens de but dans sa région.

## Biographie

### Ses débuts en junior
Sabourin joue toute sa jeunesse dans la région de Val-d'Or et fait ses débuts dans la Ligue de hockey midget AAA du Québec avec les Forestiers d'Amos en 1996-97. Il joue une saison avec les Forestiers avant d'être repêché par les Faucons de Sherbrooke lors du repêchage de la Ligue de hockey junior majeur du Québec (LHJMQ) de 1997. Après une saison en tant que gardien no 2 de l'équipe, il est choisi lors du repêchage d'entrée dans la Ligue nationale de hockey. Ce sont les Flames de Calgary qui vont le choisir en tant que 108e choix (quatrième tour) mais il ne signe pas immédiatement un contrat avec les Flames. 
À la place, il continue pendant deux saisons dans la LHJMQ avec les Faucons et joue même un match des séries éliminatoires de la Coupe Calder avec les Flames de Saint-Jean de la Ligue américaine de hockey (LAH) en 1998-1999.

### Les ligues mineures
En 2000, il signe dans l'ECHL pour les Chiefs de Johnstown et va jouer jusqu'en 2003 dans les ligues mineures de l'ECHL et de la LAH. Il joue alors pour les Chiefs, les Fames de Saint-Jean mais également avec Lock Monsters de Lowell.
Il joue son premier match dans la Ligue nationale de hockey au cours de la saison 2003-2004 avec la franchise de Calgary. Néanmoins, il ne joue que quatre matchs dont trois en tant que titulaire et il perd ses trois matchs. 
Au cours de l'été 2004, il signe avec les Penguins de Pittsburgh de la LNH en tant qu'agent libre mais il est affecté à leur franchise-école, les Penguins de Wilkes-Barre/Scranton de la LAH. Il est encore une fois le gardien no 2 de l'équipe derrière Marc-André Fleury. Pour la saison suivante, Fleury devient le gardien numéro 1 de l'équipe de la LNH et Sabourin prend alors sa place en tant que gardien titulaire de Wilkes-Barre/Scranton. Il dispute tout de même un match de la saison LNH mais ce match se solde encore une fois par une défaite. Il finit la saison 2005-06 de la LAH en tant que gardien avec la meilleure moyenne de buts alloués (2,26 buts par match) ainsi que le meilleur taux d'arrêts (92,2 % d'arrêts). Il remporte alors deux trophées de la LAH : celui du gardien de but par excellence de la saison (trophée Aldege-« Baz »-Bastien) ainsi que celui de gardien ayant conservé la meilleure moyenne de buts alloués au cours de la saison (trophée Harry-« Hap »-Holmes).

### Les débuts dans la LNH
En octobre 2006, les Penguins décident de ne pas intégrer Sabourin dans leur effectif et le soumettent au ballottage. Il est réclamé par les Canucks de Vancouver où il vient seconder Roberto Luongo. Après deux matchs dans la LNH, Sabourin est envoyé jouer dans la LAH pour le Moose du Manitoba mais deux matchs plus tard, il est rappelé dans la LNH. Sabourin passe l'ensemble de la saison sur le banc des Canucks remplaçant Luongo à neuf reprises. Il connaît sa première victoire dans la LNH en février contre les Ducks d'Anaheim et le 25 avril 2007, il joue son premier match dans les séries éliminatoires pour remplacer Luongo alors que son équipe est menée 4 à 1.
Le 1er juillet 2007, il retourne jouer pour les Penguins en signant un contrat d'un million de dollars pour deux saisons. Il fait partie de l'effectif de Pittsburgh mais encore une fois en tant que remplaçant de Fleury. Après un début assez difficile de l'équipe et de Fleury, Michel Therrien décide de partager le temps de jeu entre Fleury et Sabourin. Ce dernier commence à prendre de l'assurance et il réalise son premier blanchissage de sa carrière dans la LNH sur un score de 5 à 0 contre les Devils du New Jersey, le 5 novembre.
Le 17 janvier 2009, alors que les Penguins connaissant une très mauvaise passe, il est échangé en compagnie de Ryan Stone et un choix de quatrième ronde au repêchage d'entrée de 2011 en retour du gardien des Oilers d'Edmonton, Mathieu Garon. En juillet 2009, il s'engage avec les Bruins de Boston pour une saison. Il rejoint pour la saison 2010-2011 les Capitals de Washington mais passe finalement toute la saison dans la LAH avec les Bears de Hershey avec qui il joue au total pendant trois saisons.

### En Europe

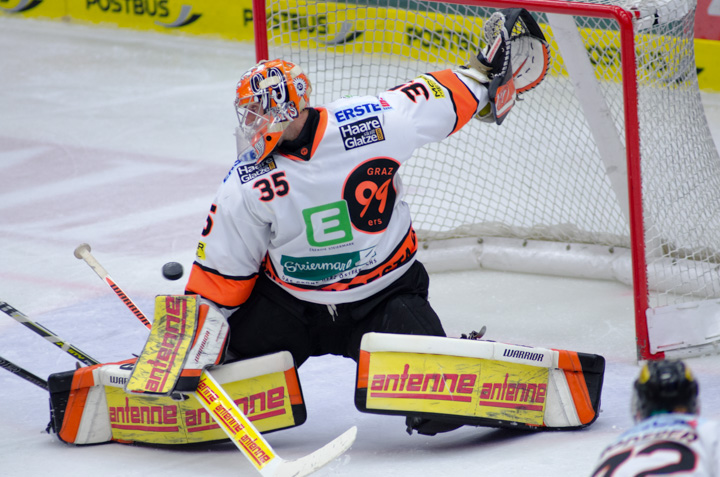
Sabourin en 2013 avec le Graz 99ers.

En 2013, il quitte l'Amérique du Nord et signe avec le Graz 99ers dans le championnat d'Autriche pour trois saisons. Finalement en avril 2015, il a envie de changer de club et rompt son contrat avec le club autrichien. Sur les conseils de deux de ses amis, Patrick Coulombe et Alexandre Rouleau, il propose ses services aux Dragons de Rouen et conclut rapidement une entente pour la saison 2015-2016. Au cours d'une saison régulière qui l'aura vu avoir un pourcentage des plus faibles de la ligue, il se montre à son meilleur niveau lors des playoffs, remportant la série finale 4-0 contre les Ducs d'Angers. 
Cette première saison rouennaise l'a vu soulever également la Continental Cup, la coupe de France à Bercy et le trophée des Champions.
Pour sa seconde saison, il atteint à chaque fois la finale des compétitions auxquelles il participe : contre Grenoble pour la Coupe de France, contre Gap pour la Ligue Magnus. À chaque fois, l'équipe des Dragons de Rouen perd ses titres. Dany Sabourin, lors du dernier match de la finale, se fait exclure pour un coup de bouclier sur un joueur gapençais et termine sa carrière sur ce geste.

## Statistiques
| Saison     | Équipe                  | Ligue        |    | Saison régulière | Saison régulière | Saison régulière | Saison régulière | Saison régulière | Saison régulière | Saison régulière | Saison régulière | Saison régulière | Saison régulière |    | Séries éliminatoires | Séries éliminatoires | Séries éliminatoires | Séries éliminatoires | Séries éliminatoires | Séries éliminatoires | Séries éliminatoires | Séries éliminatoires | Séries éliminatoires |
| Saison     | Équipe                  | Ligue        | PJ | V                | D                | Pr/N             | Min              | BC               | Moy              | % Arr            | Bl               | Pun              | PJ               | V  | D                    | Min                  | BC                   | Moy                  | % Arr                | Bl                   | Pun                  |                      |                      |
| 1996-1997  | Forestiers d'Amos       | Midget AAA   | 24 | 6                | 16               | 0                | 1 907            | 107              | 4,48             |                  | 0                |                  | -                | -  | -                    | -                    | -                    | -                    | -                    | -                    | -                    |                      |                      |
| 1997-1998  | Faucons de Sherbrooke   | LHJMQ        | 37 | 15               | 15               | 2                | 1 440            | 128              | 4,03             | 87,7 %           | 1                | 4                | -                | -  | -                    | -                    | -                    | -                    | -                    | -                    | -                    |                      |                      |
| 1998-1999  | Castors de Sherbrooke   | LHJMQ        | 30 | 8                | 13               | 2                | 1 463            | 102              | 4,18             | 86,3 %           | 1                | 2                | 1                | 0  | 1                    | 49                   | 2                    | 2,45                 | 91,7 %               | 0                    | 0                    |                      |                      |
| 1998-1999  | Flames de Saint-Jean    | LAH          | -  | -                | -                | -                | -                | -                | -                | -                | -                | -                | 1                | 0  | 1                    | 57                   | 4                    | 4,19                 | 84 %                 | 0                    | 0                    |                      |                      |
| 1999-2000  | Castors de Sherbrooke   | LHJMQ        | 55 | 25               | 22               | 5                | 3 066            | 181              | 3,54             | 88,9 %           | 1                | 14               | 5                | 1  | 4                    | 324                  | 18                   | 3,33                 | 88 %                 | 0                    | 0                    |                      |                      |
| 2000-2001  | Chiefs de Johnstown     | ECHL         | 19 | 4                | 9                | 1                | 903              | 56               | 3,72             | 87,9 %           | 0                | 17               | 1                | 0  | 0                    | 40                   | 2                    | 3                    | 80 %                 | 0                    | 0                    |                      |                      |
| 2000-2001  | Flames de Saint-Jean    | LAH          | 1  | 1                | 0                | 0                | 40               | 0                | 0                | 100 %            | 0                | 0                | -                | -  | -                    | -                    | -                    | -                    | -                    | -                    | -                    |                      |                      |
| 2001-2002  | Chiefs de Johnstown     | ECHL         | 27 | 14               | 10               | 1                | 1 539            | 84               | 3,28             | 89,2 %           | 0                | 2                | 3                | 0  | 2                    | 137                  | 78                   | 2,18                 | 93,6 %               | 0                    | 0                    |                      |                      |
| 2001-2002  | Flames de Saint-Jean    | LAH          | 10 | 4                | 4                | 0                | 447              | 18               | 2,41             | 90,9 %           | 1                | 2                | -                | -  | -                    | -                    | -                    | -                    | -                    | -                    | -                    |                      |                      |
| 2002-2003  | Flames de Saint-Jean    | LAH          | 41 | 15               | 17               | 4                | 2 220            | 100              | 2,70             | 90,5 %           | 4                | 0                | -                | -  | -                    | -                    | -                    | -                    | -                    | -                    | -                    |                      |                      |
| 2003-2004  | Lock Monsters de Lowell | LAH          | 14 | 5                | 7                | 2                | 821              | 39               | 2,85             | 90,4 %           | 0                | 0                | -                | -  | -                    | -                    | -                    | -                    | -                    | -                    | -                    |                      |                      |
| 2003-2004  | Flames de Calgary       | LNH          | 4  | 0                | 3                | 0                | 168              | 10               | 3,57             | 84,8 %           | 0                | 0                | -                | -  | -                    | -                    | -                    | -                    | -                    | -                    | -                    |                      |                      |
| 2003-2004  | Wranglers de Las Vegas  | ECHL         | 10 | 6                | 3                | 1                | 613              | 24               | 2,35             | 93,7 %           | 0                | 6                | 1                | 0  | 1                    | 58                   | 2                    | 2,07                 | 94,4 %               | 0                    | 0                    |                      |                      |
| 2004-2005  | Nailers de Wheeling     | ECHL         | 27 | 19               | 6                | 1                | 1 578            | 44               | 1,67             | 94,2 %           | 5                | 6                | -                | -  | -                    | -                    | -                    | -                    | -                    | -                    | -                    |                      |                      |
| 2004-2005  | Penguins de WBS         | LAH          | 20 | 8                | 8                | 2                | 1 028            | 38               | 2,22             | 92,1 %           | 1                | 0                | -                | -  | -                    | -                    | -                    | -                    | -                    | -                    | -                    |                      |                      |
| 2005-2006  | Penguins de WBS         | LAH          | 49 | 30               | 14               | 4                | 2 943            | 111              | 2,26             | 92,2 %           | 4                | 10               | 6                | 2  | 4                    | 362                  | 13                   | 2,15                 | 92,7 %               | 1                    | 0                    |                      |                      |
| 2005-2006  | Penguins de Pittsburgh  | LNH          | 1  | 0                | 1                | 0                | 21               | 4                | 11,68            | 71,4 %           | 0                | 0                | -                | -  | -                    | -                    | -                    | -                    | -                    | -                    | -                    |                      |                      |
| 2006-2007  | Canucks de Vancouver    | LNH          | 9  | 2                | 4                | 1                | 480              | 21               | 2,62             | 90,6 %           | 0                | 0                | 2                | 0  | 0                    | 14                   | 1                    | 4,28                 | 90,9 %               | 0                    | 0                    |                      |                      |
| 2006-2007  | Moose du Manitoba       | LAH          | 2  | 1                | 1                | 0                | 119              | 4                | 2,01             | 92 %             | 1                | 0                | -                | -  | -                    | -                    | -                    | -                    | -                    | -                    | -                    |                      |                      |
| 2007-2008  | Penguins de Pittsburgh  | LNH          | 24 | 10               | 9                | 1                | 1 242            | 57               | 2,75             | 90,4 %           | 2                | 2                | -                | -  | -                    | -                    | -                    | -                    | -                    | -                    | -                    |                      |                      |
| 2008-2009  | Penguins de Pittsburgh  | LNH          | 19 | 6                | 8                | 2                | 989              | 47               | 2,85             | 89,8 %           | 0                | 2                | -                | -  | -                    | -                    | -                    | -                    | -                    | -                    | -                    |                      |                      |
| 2008-2009  | Falcons de Springfield  | LAH          | 13 | 5                | 6                | 2                | 795              | 42               | 3,17             | 90,4 %           | 0                | 2                | -                | -  | -                    | -                    | -                    | -                    | -                    | -                    | -                    |                      |                      |
| 2009-2010  | Bruins de Providence    | LAH          | 56 | 28               | 27               | 0                | 3 278            | 146              | 2,67             | 91,5 %           | 3                | 8                | -                | -  | -                    | -                    | -                    | -                    | -                    | -                    | -                    |                      |                      |
| 2010-2011  | Bears de Hershey        | LAH          | 23 | 14               | 9                | 0                | 1 299            | 53               | 2,45             | 90,8 %           | 2                | 0                | -                | -  | -                    | -                    | -                    | -                    | -                    | -                    | -                    |                      |                      |
| 2011-2012  | Bears de Hershey        | LAH          | 37 | 18               | 12               | 5                | 2 047            | 94               | 2,76             | 90,9 %           | 2                | 4                | 5                | 2  | 3                    | 0                    | 301                  | 3,19                 | 88,2 %               | 0                    | 2                    |                      |                      |
| 2012-2013  | Bears de Hershey        | LAH          | 28 | 9                | 13               | 3                | 1 521            | 69               | 2,72             | 90,3 %           | 0                | 4                | -                | -  | -                    | -                    | -                    | -                    | -                    | -                    | -                    |                      |                      |
| 2013-2014  | Graz 99ers              | EBEL         | 45 |                  |                  |                  | 2 610            | 114              | 2,62             | 91,9 %           | 2                | 2                | -                | -  | -                    | -                    | -                    | -                    | -                    | -                    | -                    |                      |                      |
| 2014-2015  | Graz 99ers              | EBEL         | 54 | 24               | 30               | 0                | 3 226            | 145              | 2,70             | 91,9 %           | 3                | 20               | -                | -  | -                    | -                    | -                    | -                    | -                    | -                    | -                    |                      |                      |
| 2015-2016  | Dragons de Rouen        | Ligue Magnus | 24 | 15               | 2                | 9                | 1 442            | 66               | 2,75             | 89,2             | 0                | 0                | 15               | 12 | 3                    | 922                  | 33                   | 2,15                 | 91,9                 | 1                    | 0                    |                      |                      |
| 2016-2017  | Dragons de Rouen        | Ligue Magnus | 43 | 30               | 11               | 0                | 2 396            | 92               | 2,30             | 91,3             | 3                | 0                | 17               |    |                      |                      |                      | 2,88                 | 89,2                 |                      | 0                    |                      |                      |
| Totaux LNH | Totaux LNH              | Totaux LNH   | 57 | 18               | 25               | 4                | 2900             | 139              | 2,88             | 89,8             | 2                | 4                | 2                | 0  | 0                    | 14                   | 1                    | 4,28                 | 90,9 %               | 0                    | 0                    |                      |                      |

## Honneurs et distinctions
- Divers
  - Son maillot a été retiré par son équipe midget en août 2007
- Ligue américaine de hockey
  - 2005-2006 - trophées Aldege « Baz » Bastien et Harry-« Hap »-Holmes. Il est également sélectionné dans l'équipe type de la saison.